# هارز حبیب
هارز آریان حبیب (زادهٔ ۲۰ فوریهٔ ۱۹۸۲) یک بازیکن فوتبال اهل افغانستان است.
وی همچنین در تیم ملی فوتبال افغانستان بازی کرده‌است.